# 赫里蒂奇希爾斯 (紐約州)
赫里蒂奇希爾斯（英語：Heritage Hills）是位於美國紐約州西徹斯特縣的普查規定居民點。

## 人口
根據2020年美國人口普查的數據，赫里蒂奇希爾斯的面積為4.93平方千米，當中陸地面積為4.86平方千米，而水域面積為0.07平方千米。當地共有人口4511人，而人口密度為每平方千米915.01人。